# 박재혁 (독립운동가)
박재혁(朴載赫, 1895년 5월 17일~1921년 5월 27일)은 한국의 독립운동가이다. 하시모토 슈헤이(橋本秀平) 부산경찰서장에게 폭탄을 투척하여 폭사시키는 의거를 일으켰다. 거사 후 체포되어 사형을 선고 받아 대구형무소에 수감되었으나 단식(斷食)해서 옥사하였다. 1962년 건국훈장 독립장이 추서되었다.

## 생애
1895년 5월 17일, 조선 경상도 동래군 동면 범일동리(현: 대한민국 부산광역시 동구 범일동)에서 출생하였으며 지난날 한때 조선 강원도 홍천군 홍천면에서 잠시 유아기를 보낸 적이 있는 그는 1898년 부산에 귀향하여 성장한 이후 부산진공립보통학교(현 부산진초등학교)를 거쳐 부산공립상업학교(구 부산상고 전신, 현 부산 개성고등학교)에 입학하였다.
박재혁은 학생시절부터 반일운동 단체를 조직하는 등 적극적으로 독립운동에 참여하였다. 부산공립상업학교 2학년 재학 중 최천택(崔天澤), 오택(吳澤) 등과 함께 일제에 의해 금지된 대한제국 보통학교의 국사교과서인 『동국역사(東國歷史)』를 비밀리에 등사하여 배포하였고, 부산진 출신 죽마고우들과 함께 비밀결사단체인 구세단(救世團)을 조직하여 독립운동에 앞장서고자 하였다.
20세 시절에 부산공립상업학교를 졸업한 박재혁은 경상북도 왜관에서 무역상으로 근무하면서 자금을 모아 상하이로 건너갔다.
국외에서 항일투쟁의 뜻을 같이 한 여러 독립운동가들과 교류하면서 의열투쟁 단체인 의열단에 가입하였다. 1919년 11월 만주 지린(吉林)에서 창단된 의열단은 국내 주요 일제 기관들을 폭파시키고자 거사를 추진하였으나, 일제에 의해 발각되고 말았다. 이에 의열단장 김원봉은 의열단 탄압에 앞장선 부산경찰서에 대한 폭탄과 군자금을 건네주며 박재혁에게 의거를 권유하였다.
1920년 9월 14일, 고서(古書)를 파는 중국인으로 가장한 박재혁은 부산 경찰서에서 부산경찰서 서장 하시모토 슈헤이한테 폭탄을 투척했다. 하시모토는 병원으로 이송되는 도중 사망하고 박재혁은 중상을 입었다. 대구형무소에 대한민국 정부에서는 공훈을 기리어 1962년 건국훈장 독립장을 추서하였으며, 2012년 7월 14일 부산광역시 동구청에서는 그의 생가가 있는 조방로 630m 구간을 ‘박재혁거리’로 명명하였다.

### 부산경찰서 폭탄투척 사건
1920년 9월 14일, 의열단원 박재혁이 부산경찰서에 들어가 경찰서장 하시모토 슈헤이(橋本秀平)에게 폭탄을 던진 의거이다. 의열단에서는 1920년 초 일명 '진영사건(進永事件)' 등으로 인하여 많은 독립운동가들이 계속 부산경찰서에 붙잡혀 고문, 투옥되자 이에 대한 부산경찰서 서장 하시모토의 암살을 계획하였다.
의열단장 김원봉은 무역상인으로서 싱가포르에 와있던 단원 박재혁을 상하이로 소환하여 부산경찰서 서장 하시모토를 죽일 것을 지시하였고, 박재혁은 1920년 9월 초 상하이를 떠나 나가사키로 향하였다. 상하이를 떠나기 전 부산경찰서장이 고서수집가라는 사실을 탐지, 많은 중국고서를 사들여서 고서상(古書商)으로 위장하였으며, 그 고서더미 속에 폭탄과 전단(傳單)을 감추었다.
나가사키에서 대마도를 거쳐 9월 13일 고향인 부산에 도착하여 자신의 집에서 하룻밤을 지낸 뒤, 이튿날 아침 부산경찰서를 찾아가 서장에게 면회를 요청하였다. 고서에 관심이 많은 서장은 쾌히 면회를 승낙하였다.
박재혁은 서장과 단독으로 탁자 하나를 사이에 두고 대좌하여 고서를 차례로 보여주는 척하다가 폭탄과 전단을 꺼내어 전단을 서장 앞에 뿌리면서 '나는 상해에서 온 의열단원이다. 네가 우리들에게 몹쓸 짓을 한 것은 다 알고 왔다!'라 말하고 계속하여 서장의 죄를 일일이 열거한 다음, 폭탄을 서장 앞에 던졌다. 폭탄이 터지자 두 사람은 모두 중상을 입고 쓰러졌다.
박재혁은 현장에서 체포되어 1921년 3월, 경성고등법원에서 사형을 선고받고 대구형무소에 수감되어 혹독한 고문과 폭탄의 상처로 고통을 겪다가 '왜놈의 손에서 욕보지 말고 차라리 내손으로 죽겠다'고 결심한 뒤 단식을 시작하여 형 집행 전에 옥사하여 순국하였다. 한편, 중상을 입은 경찰서장 하시모토도 사망하였다.

## 같이 보기
- 김원봉
- 의열단